# Kunstskolen
Kunstskolen (grønlandsk: Eqqumiitsuliornermik Ilinniarfik) er en videregående uddannelsesinstitution i Grønlands hovedstad Nuuk. Skolen holder til i byens gamle KGH-kontor i Kolonihavnen overfor Brættet.
På skolen modtager de uddannelsessøgende undervisning i tegning, grafiske teknikker (vinyl/koldnål/ætsning/litografi/serigrafi), collage, maleri samt skulptur.. Som en del af uddannelsen modtager man desuden forelæsninger i historie, sprog, fortællerkunst, forfatterskab, teatervirksomhed, kunsthistorie m.v. Skolen optager 5 studerende om året og uddannelsen er et-årig. Hvert afgangshold afslutter med en udstilling i Katuaq.
Grønlands Kunstskole er en videreførelse af skolen, der blot hed Grafisk Værksted, og som åbnede i 1972. Grafisk Værksted blev startet på privat initiativ af Hans Lynge og Bodil Kaalund, efter inspiration fra det grafiske værksted i Cape Dorset i Canada. Flere kendte grønlandske kunstnere blev uddannet på Grafisk Værksted i 1970'erne, herunder Aka Høegh, Frederik “Kunngi” Kristensen, Anne-Birthe Hove og Jessie Kleemann. I 1980 blev det grafiske værksted omdannet til Grønlands Kunstskole.
Mere end 100 grafiske værker på papir fra skolens tidlige periode fra 1972 til 1980 findes i samlingen hos Grønlands Nationalmuseum og Arkiv.
Arnannguaq Høegh er den længst fungerende leder af skolen. Hun havde stillingen fra 1991 til 2020, hvorefter Ivínguak' Stork Høegh overtog posten.